# Bellaire, Michigan
Bellaire este o localitate și municipalitate din statul Michigan, Statele Unite ale Americii, sediul comitatului Antrim.
1. ↑  2010 U.S. Gazetteer Files, accesat în 9 iulie 2020